# Apotheosis of this Earth (Husa)
Apotheosis of this Earth is een compositie voor harmonieorkest van de TsjechischTsjechisch-Amerikaanse componist Karel Husa uit 1970. Het werk is geschreven in opdracht gegeven van de Michigan School Band and Orchestra Association. Het werk ging in première tijdens het concert ter gelegenheid van het afscheid van William D. Revelli als dirigent van de harmonieorkesten van de Universiteit van Michiganin Ann Arbor. 
Het werk bestaat uit drie delen: Apotheosis, Tragedy of Destruction en Postscript
Dit werk werd op cd opgenomen door het Ithaca College Wind Ensemble en de University of Michigan Symphony Band.